# Teatr japoński

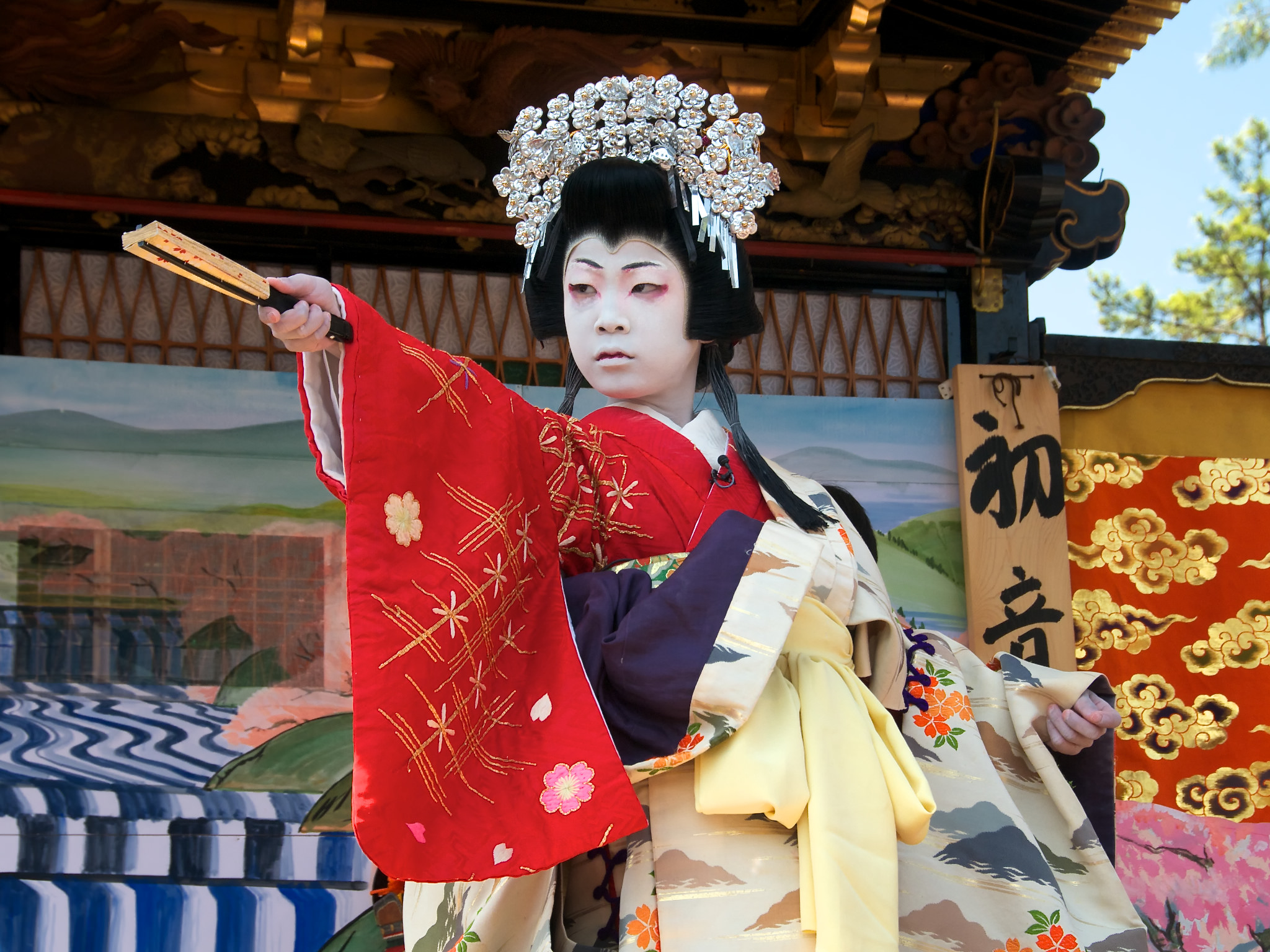

Teatr japoński rozwijał się początkowo pod wpływem miejscowej kultury oraz wzorców czerpanych z kontynentu (gł. z Chin). Wraz z otwarciem się Japonii na świat zachodni w połowie XIX wieku mamy do czynienia z powstaniem teatru nowożytnego, tworzonego również w oparciu o tradycję teatralną Europy. W okresie poprzedzającym teatr nowożytny, w klasycznym teatrze japońskim dostrzec można kilka etapów wiążących się z wykształceniem nowych form teatralnych. Każdorazowo ich powstanie łączyło się ze zmianami ekonomiczno-społecznymi, zmieniając charakter, jak i kategorie twórców i odbiorców teatru.
Do form klasycznych teatru japońskiego należy zaliczyć:
- wykształcone w okresie panowania w Japonii kultury dworskiej (VI/VII–XII w.), a wywodzące się z ceremonialnych i obrzędowych tańców:
  - bugaku,
  - gigaku,
  - dengaku,
  - sarugaku,
  - kagura;
- powstałe w okresie rozkwitu kultury samurajskiej (XII–XVII w.) na bazie poprzednich:
  - nō,
  - kyōgen;
- wreszcie pochodzące z okresu dominacji kultury mieszczańskiej (XVII–poł. XIX w.):
  - kabuki,
  - bunraku.

Cechy wspólne większości form klasycznego teatru japońskiego to:
- swoboda w traktowaniu czasu i przestrzeni;
- efektowna widowiskowość;
- skupienie się na osobie aktora, a co za tym idzie kodyfikacja gry aktorskiej w szereg ustalonych figur i kanonów;
- powszechność występowania istot ponadnaturalnych;
- w miarę zaniku konfliktów między postaciami, rozwój konfliktu wewnątrz postaci;
- zakaz występowania kobiet na scenie (podobnie jak w starożytnej Grecji).

Wraz z rewolucją Meiji, szybką industrializacją i zmianami w obliczu tradycyjnego społeczeństwa japońskiego, początkowo od końca XIX wieku odchodzono od klasycznego teatru japońskiego na rzecz wzorców świadomie kopiowanych z teatru europejskiego (shingeki). Dopiero od przełomu lat 50. i 60. wraz z rozwojem nurtu post-shingeki można mówić o wpływie i powrocie do źródeł rodzimej sztuki teatralnej, przy równoczesnym zachowaniu kanonów europejskich.
Wpływ tradycyjnego teatru japońskiego polega przede wszystkim na:
- powrocie do tradycyjnych wątków tematycznych;
- korzystaniu z dorobku tradycyjnej techniki aktorskiej;
- kształtowanie kompozycji utworów w oparciu o schematy pochodzące z nō i kabuki;
- zakazana jeszcze do niedawna gra aktorów tradycyjnych form w filmie, sztukach współczesnych rodzimych i zachodnich dramaturgów.

Ta asymilacja pozwoliła klasycznemu teatrowi japońskiemu na przetrwanie i rozwój w obrębie kulturowej ciągłości. Obecnie bowiem większość historycznych form tego teatru wiąż funkcjonuje (główne ośrodki w Tokio, Osace i Kioto), stanowiąc swoisty skarb dziedzictwa narodowego Japończyków i tak też jest przezeń traktowany. Teatr klasyczny pozostaje źródłem inspiracji zarówno dla twórców miejscowych jak i z kręgów cywilizacji europejskiej.